# 스리랑카의 농업

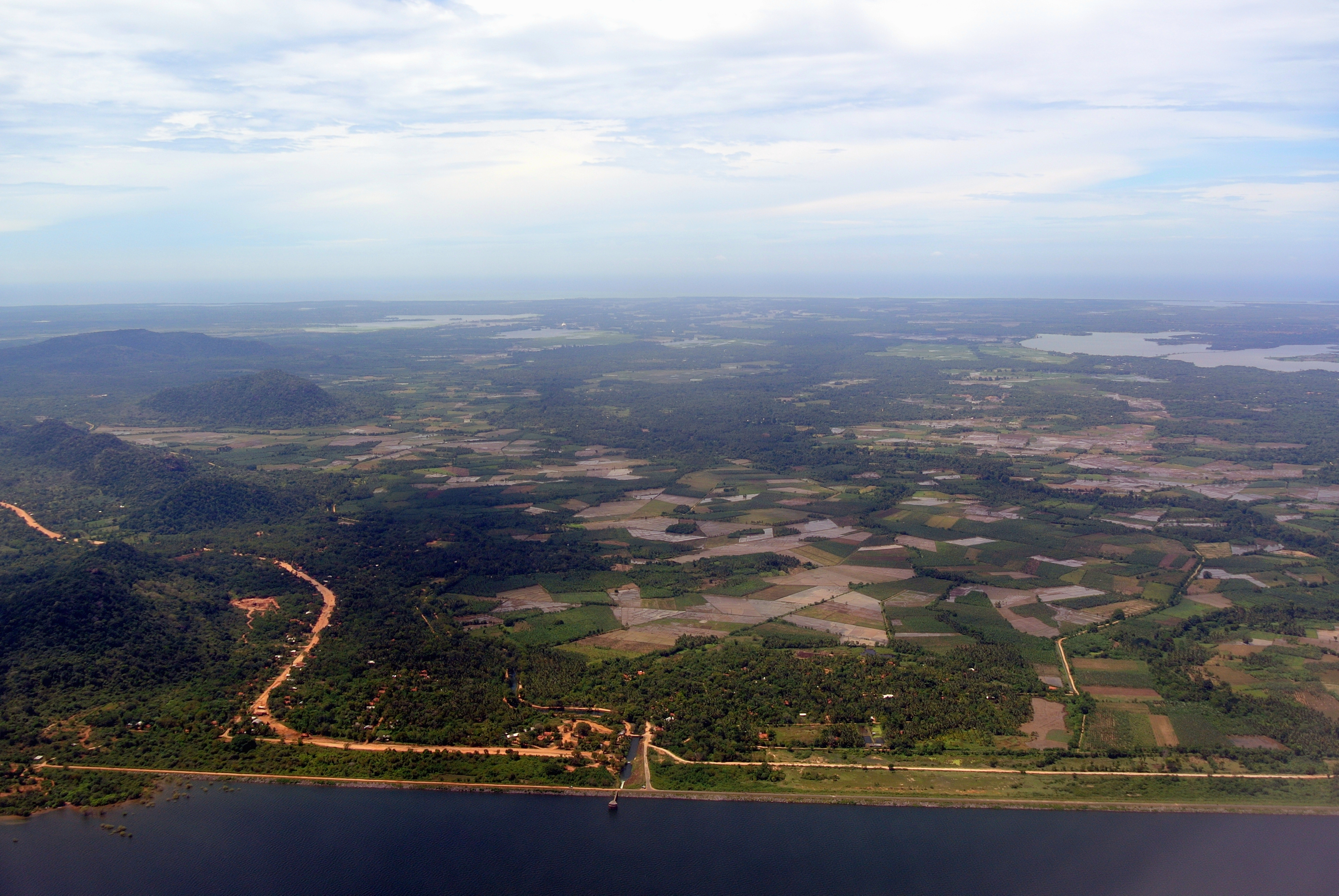
남부주를 공중에서 본 모습으로, 해안의 토지 사용 모습을 보여준다.

스리랑카의 농업은 주로 쌀 재배가 차지하며, 마하 계절과 얄라 계절 모두에 재배된다. 차는 중부 고원지대에서 재배되며, 주요 수출품으로 자리잡고 있다. 채소, 과일, 기름종자 작물도 재배된다. 스리랑카 농업부가 설립한 농원도 두 곳이 있다. 스리랑카의 총 인구 중 27.1%가 농업에 종사하고 있다. 2020년 기준, 농업은 스리랑카 GDP의 7.4%를 차지했다.

## 역사
실론이라고 불린 스리랑카는 선사 시대부터 농업이 이루어졌다. 당시 스리랑카의 토지 대다수는 농업에 사용되었다. 식량은 거의 전부 자급자족하였으며, 외부에서 거래로 들어오는 식품은 거의 없었다. 스리랑카 최초의 농업 정착촌은 북부 강가와 동남부 평원에 위치했으며, 비가 많이 내리는 기후 특성상 논 농사가 발달하였다. 고대 스리랑카 문명에서는 관개 기술이 발달하였는데, 작은 저수지 수천 개를 만들어 건조한 지역에 논 농사를 위한 물을 공급할 수 있었고, 건기에도 농사를 지을 수 있게끔 하였다. 고지대에서는 자연 강우에 의존해 부수적 작물을 재배하였다. 19세기 이전까지 스리랑카의 주요 산업은 계속 농업이었다.
최소한의 생계만을 위해 지어지던 농사는 외부인의 유입으로 바뀌었다. 1722년 네덜란드령 실론 시대 네덜란드가 커피를 들여왔고, 1796년 영국령 실론 시대 영국이 커피 재배를 장려하였다. 잉글랜드 내에서의 커피 소지량 급증에 따라, 커피 경작량도 같이 증가하였으나, 이후 커피 가격 감소로 다른 플랜테이션 작물이 도입되었다. 중부 고원에 있던 커피 농장은 1860년대 이후 차 농장으로 바뀌었고, 저지대에서는 1890년대 이후 천연고무 경작이 시작되어 점차 생산량이 늘었다. 코코넛은 당초 각 가정에서 키우는 정도였으나, 플랜테이션 농업의 중점이 코코넛으로 옮겨가자 1900년에는 전체 경작지의 40%를 차지할 정도로 늘었다. 코코넛 대다수는 남부주와 북서부주에서 재배된다.
플랜테이션 도입의 영향으로 19세기 말부터 농업이 스리랑카 경제의 대다수를 차지할 정도로 증가하였으나, 1948년 독립 이후 식량 경작이 더 중요시되었다. 실론의 첫 총리 돈 스티븐 세나나야케를 필두로 논 농사와 다른 식량 작물 생산이 중시되었다. 식량 생산량을 늘리기 위해, 넓은 땅은 관개를 위한 저수지가 설치되었으며, 인구 밀집 지역에서 사람들을 분산시키기 위한 정책도 도입되었다. 현재 스리랑카의 농업은 내수용 식량 재배와 플랜테이션 농업이 공존하며, 인구의 80%가량이 촌락에 거주하며 농사를 통해 생계를 잇고 있다.

## 쌀 재배

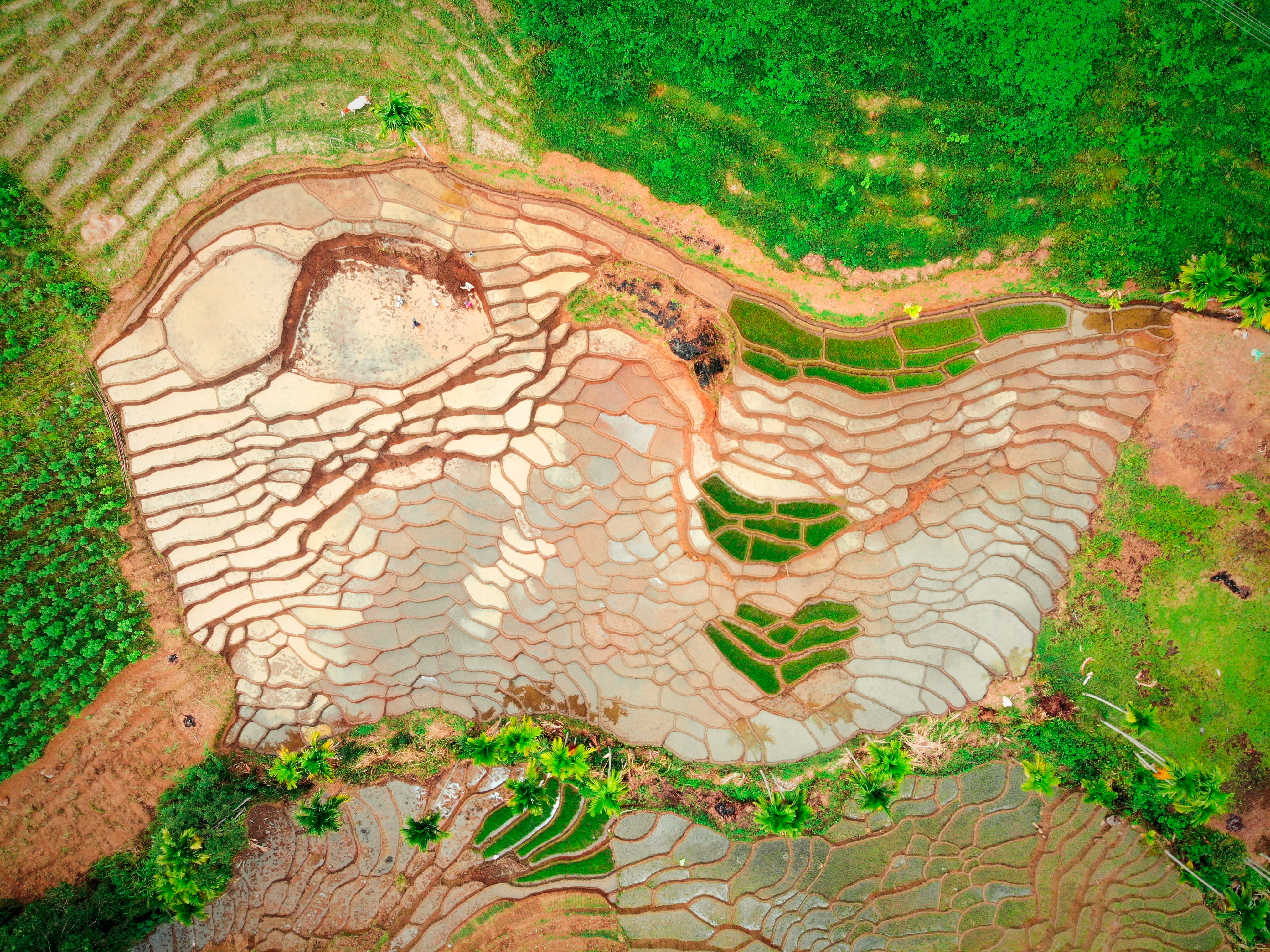
바둘라의 항공 사진으로, 경작 모습을 볼 수 있다.

스리랑카에서 논 농사가 시작된 시기는 기원전 10세기와 기원전 3세기 사이로 보고 있다. 당시 스리랑카 지도층은 쌀 경작의 중요성을 눈치채고, 대규모 쌀 경작을 위한 대규모 저수지를 건설하였다. 과거에 사람이 직접 하거나 동물을 이용했던 것과 달리, 현재는 기계를 도입해, 생산성을 더욱 높이고 있다.
현재 스리랑카에서 쌀은 주요 재배 작물이자 주식으로 소비되고 있다. 쌀을 주식으로 섭취하는 스리랑카인은 2100만 명 규모이며, 쌀을 재배하는 농부는 200만 명이다. 스리랑카 전체의 노동력 중 30% 이상이 직간접적으로 쌀 농사에 관여하고 있다. 1998년 기준, 인당 연간 쌀 평균 소비량은 92 kg이었다. 현재는 농부들의 농사 포기로 인해, 쌀의 30%~40%가량은 인도에서 수입하고 있다.
쌀은 주로 스리랑카 북부, 중앙, 동부에서 재배된다. 전통적으로 쌀 농사와 관련해서 계절을 마하 계절과 얄라 계절로 나누는데, 마하 계절은 9월부터 3월까지며, 얄라 계절은 3월부터 9월까지이다. 논 농사에는 얄라 계절 중요하게 여겨진다.

## 차 플랜테이션

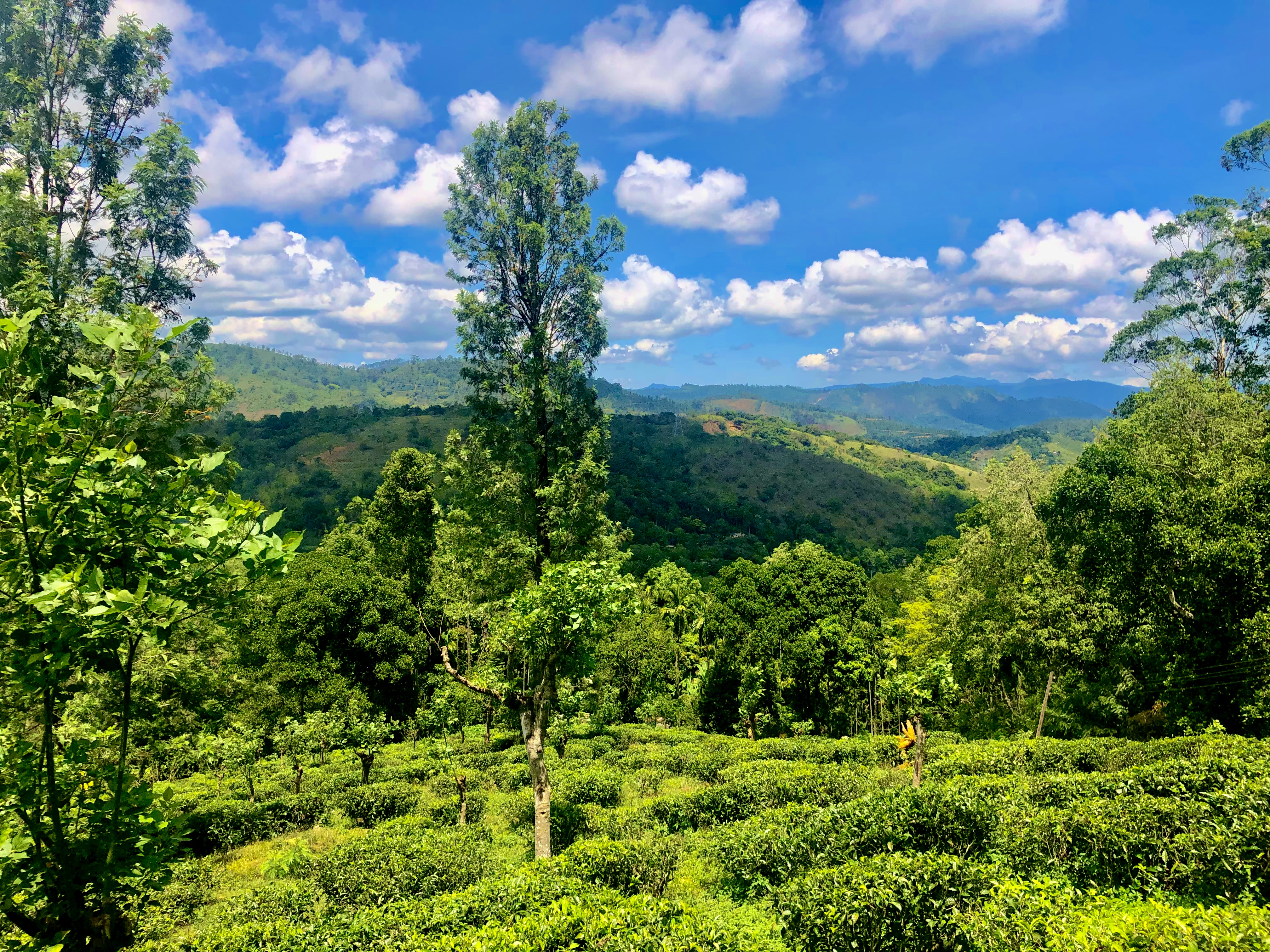
우바주 나무누쿨라산에 있는, 해발 1,800 m에 위치한 차 플랜테이션 농장.

스리랑카에 차는 1869년 커피 전염병과 1847년 커피값 폭락 등으로 인한 손해를 매꾸기 위한 시험 작물로서 처음 도입되었다. 새 작물의 재배 조건을 조사하기 위해 아삼으로 여러 연구팀이 파견되었다. 산업 형태의 차 재배는 1867년 영국 플랜테이션 농업가 제임스 테일러가 처음 시작하였다. 차는 스리랑카의 주요 수출 작물 중 하나로, GDP의 약 2%가량, 7억 달러 규모를 차지하며, 직간접적으로 100만 명의 고용 효과를 내고 있다. 1995년 기준으로, 플랜테이션에 직접 고용된 사람의 수는 215,338명이었다.
스리랑카는 현재 세계 4위의 차 수출국이다. 1995년까지는 전 세계 수출량의 23%를 차지하는 최대의 차 수출국이었으나, 이후 케냐가 추월하였다.
스리랑카의 중앙 고원은 습도, 온도, 강수량이 고급 차를 생산하기에 알맞은 환경이다.
스리랑카의 주요 차 재배지는 중부주의 누와라엘리야구와 캔디구, 우바주의 바둘라구, 남부주의 갈구와 마타라구, 사바라가무와주의 라트나푸라구와 케갈레구가 있다.

## 과일 및 채소
스리랑카의 여러 지역에서는 과일 여덞 종이 재배된다. 선선한 고원 지대에서는 당근, 리크, 양배추, 컬리플라워, 양상추, 비트, 콩, 피망, 오이가 재배되며, 밭의 경계가 명확한 저지대에서는 풋고추, 자색 양파, 호박, 여주, 멜론, 바나나, 파인애플, 파파야, 망고, 레몬, 오이피클을 재배한다.
스리랑카에 자생하는 마 일부는 인날라(학명: Lecranthus)와 키리 알라(학명: Xanthasoma sagittifolium)라는 이름으로 수출되며, 코힐라(학명: Lasia spinosa)나 넬룸 알라(학명: Nymphea lotus)도 있고, 빵나무, 어린 잭프루트, 서양자두 또한 국제 교역이 이루어진다. 이 외에도 스리랑카 파인애플, 망고스틴, 다 자란 잭프루트, 아보타도, 람부탄, 스타프루트, 아노다도 있다.
스리랑카의 연간 과일 및 채소 생산량은 80만 톤 이상이며, 대부분을 세계 각지로 수출하고 있다. 생식품의 90%는 중동과 몰디브로, 가공품의 75%는 유럽 시장으로 향한다.
현재 스리랑카 정부는 건조 지대에서 키울 수 있는 과일 춤종을 얻기 위해 이집트와 협의를 거치고 있다.

## 기름종자
땅콩, 참깨, 해바라기, 겨자 등 기름종자 작줄도 재배되고 있다. 땅콩은 기름종자로 분류되긴 하지만, 스리랑카 내 간식과 과자로서의 수요도 상당하다. 땅콩은 주로 모나라갈라구, 함반토타구, 쿠루네갈라구, 아누라다푸라구, 라트나푸라구, 푸탈람구에서 재배된다.

## 농업 기술 단지
칸디구에 지어진 스리랑카의 첫 농업 기술 단지는 마하웰리 강에 삼면으로 둘러싸여 있으며, 간노루아 마을의 해발 473 m 지점에 위치하고 있다. 총 면적은 약 2 km2이다.
함반토타구에 위치한 두 번째 농업 기술 단지는 바타트하에 있는 정부 소속 농장과 인접하게 지어졌다.

## 향신료
2015년 기준, 스리랑카의 향신료 수출액은 3억 7700만 달러였으며, 이는 전년도의 2억 6400만 달러에서 상승한 수치이다.
스리랑카에서 수출되는 향신료 중 가장 유명한 것은 계피(시나몬)로, 업계에서는 계피를 실론 시나몬과 카시아 시나몬으로 구분한다. 실론 시나몬은 생산 비용이 더 높아, 다른 계피보다 고품으로 평가받는다. 스리랑카는 2014년 기준 계피 1억 2800만 달러를 수출하였으며, 이는 세계 계피 수출량의 28%에 해당한다.
스리랑카에서 둘째로 많이 수출되는 향신료는 후추로, 대부분은 인도와 베트남으로 수출되어 유럽으로 재수출된다.
| 향신료                   | 싱할라어 이름 | 타밀어 이름 |
| ------------------------ | ------------- | ----------- |
| 커리 잎사귀              | කරපිංචා          | கறிவேப்பிலை      |
| 터메릭                   | කහ            | மஞ்சள்        |
| 정향                     | කාරාබුනැටි         | கிராம்பு        |
| 계피                     | කුරුඳු           | இலவங்கப்பட்டை   |
| 고추                     | ගම්මිරිස්         | மிளகு         |
| 카다멈                   | එංසහල්          | ஏலக்காய்       |
| 레몬그라스 및 시트로넬라 | සේර            | எலுமிச்சை       |
| 육두구 및 메이스         | සාදික්කා, වසාවාසි    | ஜாதிக்காய், மெஸ்   |
| 바닐라                   | වැනිලා           | வெண்ணிலா        |
| 생강                     | ඉඟුරු           | இஞ்சி         |

## 개발의 어려움
세계 은행에 따르면, 스리랑카의 농업을 개발하는 데는 다음과 같은 어려움이 있다고 한다.
- 정부의 전략과 정책에 허점이 많음
- 촌락 지역으로의 서비스 공급 어려움
- 사치품과 투입/요소 시장이라는 공공 영역에 대해 과도한 규제 개입
- 분쟁과 지진해일로 인한 피해

## 같이 보기
- 스리랑카의 경제